# Basiliano
Basiliano (in friulano Basilian) è un comune italiano di 5 146 abitanti del Friuli-Venezia Giulia. Fino al 1923 era denominato Pasian Schiavonesco.
La denominazione storica traeva origine da un'antica colonia slava (o "schiavona", dal friulano sclavòn) insediatasi in epoca medievale. In clima di nazionalismo, si preferì cancellare l'originario toponimo.

## Geografia fisica
Il comune è situato nella pianura friulana con un'altitudine media di 77 m s.l.m. e dista circa 13 km da Udine.

## Storia

### Simboli
Il gonfalone è un drappo di azzurro.

## Monumenti e luoghi d'interesse
- Chiesa di Sant'Andrea Apostolo
- Chiesa di San Michele Arcangelo a Vissandone
- Chiesa di San Bartolomeo Apostolo ad Orgnano
- Chiesetta campestre di San Leonardo a Variano
- Chiesetta campestre di San Marco
- Monumento ai Caduti della prima guerra mondiale dello scultore basilianese Aurelio Mistruzzi (in piazza a Basiliano)

## Società

### Evoluzione demografica
Abitanti censiti

### Lingue e dialetti
A Basiliano, accanto alla lingua italiana, la popolazione utilizza la lingua friulana. Ai sensi della Deliberazione n. 2680 del 3 agosto 2001 della Giunta della Regione Autonoma Friuli-Venezia Giulia, il Comune è inserito nell'ambito territoriale di tutela della lingua friulana ai fini della applicazione della legge 482/99, della legge regionale 15/96 e della legge regionale 29/2007.

## Cultura

### Eventi
- Danzando tra i popoli, manifestazione folcloristica di danze popolari che si svolge in settembre nella frazione di Blessano
- Mostra mercato e fiera ornitologica "Fieste dai ucei", a metà marzo nella frazione di Blessano
- Perdon da las Masanètes - Sagra dei granchi, in ottobre nella frazione di Villaorba
- Festa di Sant'Andrea, si svolge il 30 novembre a Basiliano
- Luglio varianese - sagra estiva che si svolge nella frazione di Variano nel mese di luglio

## Geografia antropica
Il comune comprende sei frazioni (tra parentesi la denominazione friulana): Basagliapenta (Visepente), Blessano (Blessan), Orgnano (Orgnan), Variano (Varian), Villaorba (Vilevuarbe), Vissandone (Vissandon).
La denominazione del comune fino al 1923 era Pasian Schiavonesco (Pasian Sclavonèsc in friulano), ciò a testimonianza della presenza di una popolazione di origine slava fatta arrivare in queste terre verso l'anno 1000 per ripopolarle dopo le scorrerie devastanti degli Ungari.

## Amministrazione

### Sindaci dal 1995
| Periodo        | Periodo        | Primo cittadino | Partito                                 | Carica  | Note |
| -------------- | -------------- | --------------- | --------------------------------------- | ------- | ---- |
| 23 aprile 1995 | 13 giugno 1999 | Flavio Pertoldi | Coalizione di Centro                    | Sindaco |      |
| 13 giugno 1999 | 13 giugno 2004 | Flavio Pertoldi | Coalizione di Centro                    | Sindaco |      |
| 13 giugno 2004 | 7 giugno 2009  | Flavio Pertoldi | Coalizione di Centro                    | Sindaco |      |
| 7 giugno 2009  | 25 maggio 2014 | Roberto Micelli | Lista civica                            | Sindaco |      |
| 25 maggio 2014 | 26 maggio 2019 | Marco Del Negro | Lista civica                            | Sindaco |      |
| 26 maggio 2019 | 3 aprile 2023  | Marco Del Negro | Lista civica                            | Sindaco |      |
| 3 aprile 2023  | in carica      | Marco Olivo     | Coalizione Fratelli d'Italia - Lega FVG | Sindaco |      |